# Mistrzostwa Europy w Zapasach 1930
11. Mistrzostwa Europy w zapasach odbywały się w 1930 roku w Sztokholmie (Szwecja) w stylu klasycznym, a w stylu wolnym w Brukseli (Belgia).

## Styl klasyczny

### Medaliści
| Konkurencja | Złoto              | Srebro          | Brąz            |
| ----------- | ------------------ | --------------- | --------------- |
| -56 kg      | Herman Tuvesson    | Jakob Brendel   | László Szekfű   |
| -61 kg      | Kustaa Pihlajamäki | Sven Martinsen  | Ödön Zombori    |
| -66 kg      | Erik Malmberg      | Voldemar Väli   | Károly Karpati  |
| -72 kg      | Mikko Nordling     | Gyula Zombori   | Jean Földeák    |
| -79 kg      | Väinö Kokkinen     | Ivar Johansson  | Karl Kullisaar  |
| -87 kg      | Carl Westergren    | Ejnar Hansen    | Edil Rosenqvist |
| +87 kg      | Johan Richthoff    | Hjalmar Nyström | Georg Gehring   |

### Tabela medalowa
| Lp. | Państwo   | Złoto | Srebro | Brąz |
| --- | --------- | ----- | ------ | ---- |
| 1   | Szwecja   | 4     | 1      | 0    |
| 2   | Finlandia | 3     | 1      | 1    |
| 3   | Węgry     | 0     | 1      | 3    |
| 4   | Niemcy    | 0     | 1      | 2    |
| 5   | Estonia   | 0     | 1      | 1    |
| 6   | Norwegia  | 0     | 1      | 0    |
|     | Dania     | 0     | 1      | 0    |

## Styl wolny

### Medaliści
| Konkurencja | Złoto              | Srebro                  | Brąz           |
| ----------- | ------------------ | ----------------------- | -------------- |
| -56 kg      | Pierre Mollin      | Pál Gyarmati            | John Börjesson |
| -61 kg      | József Tasnádi     | François Van Langenhove | Jean Chasson   |
| -66 kg      | Károly Kárpáti     | Englebert Mollin        | Erik Malmberg  |
| -72 kg      | Hyacinthe Roosen   | Fritz Käsermann         | Algot Malmberg |
| -79 kg      | Hermann Gehri      | Nils Landberg           | Émile Poilvé   |
| -87 kg      | Sanfrid Söderqvist | Bernard Deferm          | -              |
| +87 kg      | Johan Richthoff    | Léon Charlier           | -              |

### Tabela medalowa
| Lp. | Państwo    | Złoto | Srebro | Brąz |
| --- | ---------- | ----- | ------ | ---- |
| 1   | Belgia     | 2     | 4      | 0    |
| 2   | Szwecja    | 2     | 1      | 3    |
| 3   | Węgry      | 2     | 1      | 0    |
| 4   | Szwajcaria | 1     | 1      | 0    |
| 5   | Francja    | 0     | 0      | 2    |